# Nicolas Céard
Nicolas Céard (Saint-Martin-d'Arconville, 22 gennaio 1745 – Herry, 11 ottobre 1821) è stato un ingegnere francese.
Figlio di Edmée Céard e di Germaine de Rosière.
Nel 1769 concluse gli studi alla École nationale des ponts et chaussées dove fu allievo di Jean-Rodolphe Perronet.
Nel 1777 sposò Françoise Massé, figlia di Pierre, patrizio di Ginevra.
Ebbe diversi incarichi; fu ingegnere capo di Bresse, di Bugey, e dei Pays de Gex (dal 1788) tutte regioni storiche del dipartimento dell'Ain (1791-93, 1797-98), dal 1798 con l'annessione di Ginevra alla Francia divenne ingegnere capo del Dipartimento del Lemano (1798).
Sindaco di Versoix dal 1790 al 1792, emigrò in seguito a Coppet (1793-96), poi a Vevey; risiedette a Ginevra dal 1799.
Céard progettò il ponte di Serrières (Neuchâtel) (1789), il porto di Ouchy (Losanna) (1791), la deviazione dell'Aar (1794), il ponte Saint-Antoine a Vevey (1795) e il ponte sull'Arve, tra Carouge e Ginevra (1806).
Nel 1800-05 progettò e diresse i lavori per la costruzione della strada sul passo del Sempione, la sua opera più celebre.